# Virle Piemonte
 Virle Piemonte  (piemonti nyelven  Virle ) egy község Olaszországban, Torino megyében.

## Elhelyezkedése

Virle Piemonte község Torino megye térképén

A vele határos települések: Castagnole Piemonte, Cercenasco, Osasio, Pancalieri és Vigone.